# زنان در جنگ‌های باستانی

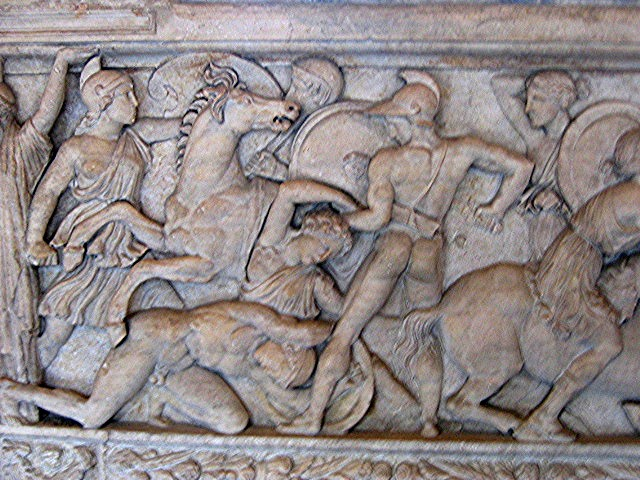
یکی از نبردهای یونانیان مربوط به حدود ۱۸۰ سال قبل از میلاد مسیح که زنان در آن شرکت داشته‌اند. این اثر در سالونیک یافت شده اکنون در موزه لوور نگهداری می‌شود.

نقش زنان در جنگ‌های باستان از فرهنگی به فرهنگ دیگر متفاوت بود. در حالی که جنگجویان از نظر تاریخی همیشه اکثراً مرد بوده‌اند، اما گزارش‌های مختلف تاریخی دربارهٔ زنان شرکت کننده در جنگ وجود دارد. در این مقاله مواردی از زنان ثبت شده‌است که در جنگ‌های باستان شرکت کرده‌اند، از ابتدای سوابق کتبی تا حدود سال ۵۰۰ میلادی. تحقیقات باستان‌شناسی معاصر به‌طور منظم بینش بهتری در مورد صحت گزارش‌های تاریخی باستان ارائه می‌دهد.

## قرن پنجم پیش از میلاد
حدود سال ۴۸۰ قبل از میلاد - آرتمیس یکم، ملکه هالیکارناس، یک فرمانده نیروی دریایی و مشاور خشایارشا در نبرد سالامیس بود.

## قرن چهارم پیش از میلاد
قرن چهارم پیش از میلاد - سینان مقدونی، خواهر ناتنی اسکندر مقدونی، پدرش را در یک کارزار نظامی همراهی کرد و در جنگ تن به تن یک رهبر ایلیایی به نام Caeria را کشت و ارتش ایلیا را شکست داد.
تخمین زده می‌شود که اونوماریس در حدود همین دوره زمانی زندگی کرده باشد. به گفته تراکتاتوس د مولیریبوس، وی مردم خود را به مهاجرت به سرزمین جدید سوق داد و ساکنان محلی را فتح کرد.
۳۳۱ پیش از میلاد - اسکندر مقدونی و سپاهیانش چند ماه پس از فتح تخت جمشید، آن را سوزاندند. به‌طور سنتی گفته می‌شود که تائیس (یک هتایرا که اسکندر را در کارزارها همراهی می‌کرد) این موضوع را هنگام مست بودن پیشنهاد داد، اما دیگران گفته‌اند که قبلاً در مورد آن بحث شده بود.
ژانویه ۳۳۰ قبل از میلاد - یوتاب هخامنشی در نبرد دربند پارس با اسکندر خونخوار می‌جنگد.
۳۵۰ قبل از میلاد - طبق گفته هراکلیدس سایم، پادشاهان هخامنشی حدود ۳۰۰ زن صیغه‌ای را که به عنوان محافظ نیز خدمت می‌کردند، استخدام کردند.

## قرن سوم قبل از میلاد
اوایل قرن ۳ قبل از میلاد - هوانگ گویگو به عنوان یک مقام نظامی تحت نظر چین شی هوانگ عمل می‌کرد. او کارزارهای نظامی علیه مردم شمال چین را رهبری می‌کرد.
قرن ۳ قبل از میلاد - شورش‌های استراتونیس مقدونیه علیه سلوکوس دوم.